# Georgij Džikija
Georgij Tamazovič Džikija (in russo Георгий Тамазович Джикия?; Mosca, 21 novembre 1993) è un calciatore russo, difensore dell'Antalyaspor.

## Palmarès

### Competizioni nazionali
- Campionato russo: 1

Spartak Mosca: 2016-2017
- Supercoppa di Russia: 1

Spartak Mosca: 2017
- Coppa di Russia: 1

Spartak Mosca: 2021-2022